# Storia di Ada
Storia di Ada è un racconto lungo di Carlo Cassola scritto nel 1965  pubblicato da Einaudi nei 1967 insieme ad un altro racconto intitolato La maestra composto tra il 1957 e il 1965.

## Storia di Ada
Storia di Ada ha inizio nel decennio che precede la Seconda guerra mondiale con Ada bambina che ha perduto una mano nel nastro della trebbiatrice. Ada vive però serena e reagisce alla sventura, impara a scrivere con la mano sinistra e a forza di impegno e buona volontà riesce anche lei a svolgere i lavori domestici e quelli della campagna.
Trascorrono i giorni e gli anni, Ada cresce, d'estate va a fare i bagni a Marina di Cecina con la zia e la cugina e si accontenta di prendere dalla vita ciò che questa le dà e si meraviglia della scontentezza degli altri. Ma ad Ada accade una seconda disgrazia: il padre precipita dal tetto dove era salito per pulire le grondaie e muore. La famiglia si sfascia e il podere viene abbandonato. e Ada si trasferisce a Marina di Cecina dove, per interessamento degli zii, trova lavoro alle Poste dove lavora con impegno e si fa benvolere da tutti. Anche se non vuole pensarci, l'amore viene anche per Ada. Dapprima è un soldato che la lusinga e cerca di approfittare di lei, poi è il fratello di un'amica che però deve partire e non darà più sue notizie e infine un altro soldato, Luigi Orzan, un veneto analfabeta dal carattere timido e imbarazzato, che la chiede in moglie. Ada è commossa e felice ed accetta. Le nasce una bella bambina, ma Luigi si ammala e diventa sempre più chiuso e disperato. La salute peggiora e sarà ricoverato in un sanatorio dal quale Ada ha il triste presentimento che non tornerà più.

### La critica
- "Più che un racconto lungo, la Storia di Ada appare il prototipo di una trama più complessa, si presenta come numero di prova, progetto quasi di quei romanzi di vite, con protagoniste femminili, che stanno subendo in questo periodo altri e non pochi accrescimenti da parte di Cassola, da  Una relazione  a  Paura e tristezza , altro romanzo Einaudi, 1970. La tendenza, anzi la necessità cassoliana di stare e mantenersi in tensione esistenziale realizza appunto la «storia» di Ada, personaggio già presente in Cuore arido.su percorsi e tempi lunghi, dall'infanzia (con la disgrazia della perdita della mano, che la rende «infelice» e «monchina») alla giovinezza, al matrimonio, all'ammalarsi del marito; sempre senza indulgenze e concessioni al drappeggio romanzesco".[1]

## La maestra
La maestra è ambientato nella campagna tra Melato, Pomarance, la conca di Saline, l'altura di Volterra con la vista in distanza del Monte Voltrajo e il paesaggio descritto è fatto di pendici boscose e macchie, ruderi nascosti tra i rovi, colline brulle, stradine polverose o allagate dal fango.
La storia si svolge tra il 1944, a guerra non ancora terminata, e il 1946. Fiorella è una giovane maestra che ha fatto un matrimonio sbagliato. Incinta e già madre di un bambino, deve raggiungere Metato, a sei chilometri da Saline per insegnare. A Metato, un borgo desolato sopra Pomerance, deve sistemarsi in una camera squallida che appartiene al conte Albini, un ricco proprietario terriero, ex fascista ed ora monarchico e anticomunista. La vita di Fiorella è triste e solitaria ma verso sera, a rallegrarla un poco, c'è un gruppo di boscaioli pistoiesi con i quali divide il misero alloggio legandosi a loro con rapporti di comprensione e amicizia. Quando si ammala uno dei boscaioli, Fiorella ha l'occasione di conoscere il medico condotto di Pomarance, il dottor Aldo Nicolucci che è separato dalla moglie e senza figli.
L'anno seguente, dopo la nascita di una bambina che ha partorito nella casa dei suoceri, Fiorella torna a Metato e il conte le dà l'incarico di tenere la contabilità dell'azienda. Il medico che aveva conosciuto a Pomarance torna a trovarla e provoca in seguito nuove occasioni d'incontro. Durante una delle passeggiate in macchina il dottore cerca di abbracciare Fiorella che però si difende in modo brusco, pur volendogli bene, per timore della sua reputazione in paese. In seguito il dottore, che all'inizio pensava ad una semplice avventura, finisce con innamorarsi seriamente di Fiorella che accetta la sua compagnia nonostante le chiacchiere della gente. I due finiscono per amarsi sinceramente e decidono di vivere insieme  a San Vincenzo dove Aldo ha ottenuto una nuova condotta.

## Edizioni
- Carlo Cassola, Storia di Ada, Einaudi, 1967.

## Riconoscimenti
- Nel 1967 il libro ha vinto il Premio Selezione Campiello.[2]